# Christoph Reinhold von Nolcken
Christoph Reinhold von Nolcken, född 16 mars 1650, död 12 januari 1732, var en svensk militär.
Christoph Reinhold von Nolcken var son till ryttmästaren Fredrik von Nolcken och Anna von Vietinghoff. Han blev fänrik vid Evert Taubes dragonskvadron 1678, löjtnant där 1679 och erhöll avsked 1681. von Nolcken blev kaptenlöjtnant vid garnisonsregementet i Riga 1682, kapten där 1685, kapten vid garnisonsregementet i Wismar 1695, major där 1700, överstelöjtnant 1706 och var överste och chef för regementet 1714–1715. Han deltog 1701 i flera strider mot ryssarna runt Rauko i Livland. Nolcken blev fången vid Stralsunds kapitulation 23 december 1715, återkom från fångenskapen i februari 1718 och erhöll avsked från militärtjänsten 1719. Han blev därefter lantråd på Ösel, och var 1725 förste deputerad till Sankt Petersburg. Han skrev sig till godset Hasik i Wolde socken på Ösel.